# Karel Schoeman
Pour les articles homonymes, voir Schoeman.
Karel Schoeman, né le 26 octobre 1939 à Trompsburg (Union d'Afrique du Sud) et mort le 2 mai 2017 à Bloemfontein (Afrique du Sud), est un écrivain sud-africain de langue afrikaans.
Karel Schoeman est l'auteur de 20 romans, de nouvelles, de pièces de théâtre pour la radio et la télévision, d'une trentaine d'ouvrages historiques en afrikaans et en anglais et de nombreuses traductions de l'allemand, de l'anglais, de l'irlandais, du néerlandais et du russe.

## Biographie
Après des études secondaires à Paarl, dans la province du Cap, Karel Schoeman entreprend une licence de linguistique à l'université de l'État libre d'Orange à Bloemfontein (1959). Converti au catholicisme, il entre au séminaire Jean-Marie-Vianney à Pretoria (1959-1961), puis séjourne (noviciat) trois ans (1961-1964) dans des monastères franciscains en Irlande, où il apprend l'irlandais (gaélique). En 1965, il publie dans cette langue une nouvelle intitulée Scéal Ón Aifric: Strainséar Sa Tír dans la revue Comhar. Renonçant à prononcer ses vœux, il rentre en Afrique du Sud et reprend des études à l'université de l'État libre d'Orange où il obtient un diplôme supérieur de bibliothécaire. Il passe ensuite cinq ans (1968-1973) aux Pays-Bas comme bibliothécaire à Amsterdam, puis deux ans (1974-1976) en Écosse comme infirmier psychiatrique à Glasgow. À son retour en Afrique du Sud, il travaille comme bibliothécaire jusqu'à sa retraite en 1999.
Engagé et solidaire du combat de ses compatriotes noirs, Karel Schoeman a reçu en 1999 des mains du président Nelson Mandela l'Ordre du Mérite sud-africain, la plus haute distinction du pays.

## Œuvre
Karel Schoeman est l'auteur de 20 romans (le dernier publié, Titaan, sur la vie de Michel-Ange, est paru en Afrique du Sud en 2009), de nouvelles, de pièces de théâtre pour la radio et la télévision et d'une trentaine d'ouvrages historiques en afrikaans et en anglais sur des sujets aussi divers que l'histoire de l'État libre d'Orange et de l'Afrique du Sud en général, les débuts de l'esclavage ou les missions protestantes en Afrique australe. Le plus récent, intitulé Portrait of a Slave Society: The Cape of Good Hope est paru en 2013 aux éditions Protea. Pour ses romans, tous publiés au Cap aux éditions Human & Rousseau, il a reçu à trois reprises le prix Hertzog, le plus important prix littéraire sud-africain, et de nombreuses autres distinctions. Trois d'entre eux (La Saison des Adieux, Cette vie et L'Heure de l'ange) ont été primés en France.
Karel Schoeman a publié également plusieurs biographies, dont une consacrée à l'artiste sud-africaine Irma Stern et une autre à l'écrivaine sud-africaine de langue anglaise Olive Schreiner, des journaux de voyage sur ses séjours en Irlande (Berig uit die Vreemde: 'n Ierse Dagboek, 1966 et Van 'n verre Eiland: 'n Tweede Ierse Dagboek, 1968), en Écosse (Koninkryk in die Noorde: 'n Boek oor Skotland, 1977) et aux Pays-Bas (Stamland, 1999, et Riviereland: Twee besoeke aan Nederland, 2011). En 2013 paraît aux éditions Protea à Pretoria un essai de 400 pages sur Berlin : Deelstad, 'n Boek oor Berlyn puis, après sa mort, Afskeid van Europa
 (Adieu à l'Europe, 2017), fruit de ses deux derniers voyages aux Pays-Bas, en Allemagne et en Autriche, et Die laaste reis (2018) qui relate trois brefs séjours au Lesotho.
En 2014, à l'occasion de son 75e anniversaire, les éditions Protea ont publié deux scénarios de films datant de 1985 et demeurés inédits, Die vrou wat alleen bly et Hiér was 'n huis, hiér 'n pad.
Il est aussi l'auteur d'ouvrages autobiographiques, parmi lesquels le monumental (près de 700 pages) Die laaste Afrikaanse Boek - Outobiografiese Aantekeninge en 2002 et de réflexions sur la vieillesse et la mort intitulées Slot van die dag, publiées à titre posthume en 2017.
Karel Schoeman a traduit en afrikaans de la poésie et des légendes irlandaises du Moyen Âge (Uit die Iers: Middeleeuse Gedigte (1970), Helde van die Rooi Tak: Die Saga van Cucullin en die Veeroof van Culne (1973), Gode, Helde en Konings: Middeleeuse Ierse Verhale (1975) et Finn en sy Mense: Die Avontuur van die Fianna van Ierland (1976), ainsi que des pièces de théâtre de l'allemand (Marie Stuart de Schiller et Liebelei de Schnitzler), du russe (Oncle Vania et La Cerisaie de Tchekhov), du néerlandais (des œuvres de Pieter Langendijk, Herman Heijermans et Félix Timmermans). Dans un genre différent, il a traduit de l'anglais un essai de Rob Nairn sur le bouddhisme intitulé Tranquil Mind (en afrikaans 'n Stil gemoed).

## Œuvres de Karel Schoeman traduites en français
Sept romans de Karel Schoeman, ainsi que trois nouvelles, sont disponibles en français :
- En étrange pays (roman), édition originale : ’n Ander land (Human & Rousseau, Le Cap, 1984), traduction française de Jean Guiloineau à partir de la traduction anglaise (Robert Laffont 1991, rééditée chez Rivages en 1998 puis chez Phébus, Paris, en 2007 et en 2014 dans la collection Libretto). L'histoire se situe au 19e siècle, en grande partie dans le Bloemfontein de la république boer de l'État libre d'Orange. Le roman fait vivre de l'intérieur la quête du sens de sa vie par un bourgeois hollandais installé dans le veld sud-africain pour lutter contre la tuberculose qui le frappe à mort.
- Trois nouvelles - Dans le parc (Die park na die val van die blare), L'hôtel (Die hotel) et Point de rupture (Onderbreking), traduites de l'afrikaans, ont été publiées dans la revue Caravanes no 8 (Éditions Phébus, Paris 2003)
- Retour au pays bien-aimé (roman), édition originale: Na die geliefde land (Human & Rousseau, Le Cap 1972), traduction française 2006 (Phébus, Paris). Réédité en poche (collection 10/18, no 4193) en 2009.

Le roman est centré sur George Neethling qui vit en Suisse où sa famille a émigré quand il était enfant et qui revient dans le coin perdu du veld de ses origines pour vendre la propriété de sa mère. Il y découvre les paysages forts et une famille de fermiers blancs réduite à la misère, survivant dans l'angoisse à des violences que l'auteur suggère sans les éclairer tout à fait. D'où une impression d'étrangeté et de violence où s'efface un mode de vie dans une tourmente qui conduit au chaos un pays auquel George se sent tout à fait étranger.
- La Saison des adieux[11] (roman) : édition originale : Afskeid en Vertrek (Human & Rousseau, Le Cap 1990), traduction française 2004 (Phébus, Paris). Réédité en poche (collection 10/18, no 4118) en 2008. Prix Amphi 2006[12].

Le roman évoque un état de guerre civile au Cap où s'angoisse un groupe d'intellectuels et de créateurs de la bourgeoisie blanche qui s'interrogent sur leur survie dans une Afrique du sud transformée
- Cette vie (roman) : édition originale: Hierdie lewe (Human & Rousseau, Le Cap 1993), traduction française 2009 (Phébus, Paris). Prix du Meilleur livre étranger 2009. Cet ouvrage, premier volet d'un triptyque intitulé Voix (Stemme), a été réédité en poche (collection 10/18, no 4380) en 2010.
- Des voix parmi les ombres (roman) : édition originale: Verliesfontein (Human & Rousseau, Le Cap 1998) traduction française 2014[13].
- L’Heure de l’ange (roman) : édition originale: Die uur van die engel (Human & Rousseau, Le Cap 1998) traduction française 2018 (Phébus, Paris, 494 pages)  (ISBN 978-2-7529-1055-4), Prix Transfuge du Meilleur roman africain[14].
- Le jardin céleste[15] (roman) : édition originale Die Hemeltuin, (Human & Rousseau, Le Cap 1979) traduction française 2022 (Actes Sud); édition texte taille 19 La Loupe, 2023

Les ouvrages de Karel Schoeman parus en français sont publiés aux Éditions Phébus de 2003 à 2018 et chez Actes Sud depuis 2022. Tous sont traduits de l'afrikaans par Pierre-Marie Finkelstein, à l'exception de En étrange pays.

## Traductions dans d'autres langues

### Allemand
- In einem fremden Land (En étrange pays), traduit de l'afrikaans par Gisela Stege, Knaus, Munich, 1993

### Anglais
- Promised Land (Retour au pays bien-aimé), traduit de l'afrikaans par Marion Friedmann, Julian Friedmann Publishers Limited, Londres 1978
- Another Country (En étrange pays), traduit de l'afrikaans par David Schalkwyk, Sinclair-Stevenson, Londres 1991
- Take Leave and Go (La saison des adieux), traduit de l'afrikaans par l'auteur, Sinclair-Stevenson, Londres 1992
- Miss Godby and the magistrate, extrait du roman Verliesfontein, dans Michael Rice et Chris van der Merwe, A Century of Anglo-Boer War Stories, Jonathan Ball Publisher, Johannesbourg 1999
- This Life (Cette vie), traduit de l'afrikaans par Elsa Silke, Human & Rousseau, Le Cap-Pretoria 2005. Prix de l'Institut sud-africain des Traducteurs 2006
- At Close of Day - Reflections (titre original: Slot van die dag: Gedagtes) traduit de l'afrikaans par Elsa Silke, Protea, Pretoria 2018

### Néerlandais
- Een ander land (En étrange pays, titre original 'n Ander land), traduit de l'afrikaans par Riet de Jong-Goossens, Uitgeverij Contact, Amsterdam 1993, réédition Manuzio, Kampen 2017[16]
- Merksteen: een dubbelbiografie (titre original Merksteen: 'n dubbelbiografie), traduit de l'afrikaans par Riet de Jong-Goossens, Uitgeverij De Arbeiderspers, Amsterdam 2004
- Dit leven (Cette vie, titre original Hierdie lewe), traduit de l'afrikaans par Rob van der Veer, Brevier Uitgeverij, Kampen 2014[17],[18]
- Het uur van de engel (titre original Die uur van die engel), traduit de l'afrikaans par Rob van der Veer, Brevier Uitgeverij, Kampen 2015[19]
- De hemeltuin (titre original Die hemeltuin), traduit de l'afrikaans par Rob van der Veer, uitgeverij Aldo Manuzio, Kampen 2019[20]

### Russe
- В родную страну (Retour au pays bien-aimé), traduit de l'afrikaans par A. K. Slavinska, Editions du Progrès, Moscou 1978

## Prix et distinctions
- 1970 Prix Hertzog pour By Fakkellig, ’n Lug Vol Helder Wolke et Spiraal
- 1972 Prix CNA pour Na die Geliefde Land (Retour au pays bien-aimé, Éd. Phébus)
- 1983 Prix Recht-Malan pour Vrystaatse Erfenis (ouvrage historique)
- 1984 Prix Ou Mutual pour ’n Ander Land (En étrange pays, Éd. Phébus)
- 1985 Prix W.A. Hofmeyer pour ’n Ander Land
- 1986 Prix Hertzog pour ’n Ander Land (En étrange pays)
- 1988 Prix Helgaard Steyn pour ’n Ander Land (En étrange pays)
- 1990 Prix de la South African Broadcasting Corporation (Radio-télévision sud-africaine) pour la meilleure pièce télévisée pour Op die Grens
- 1991 Prix Ou Mutual pour Afskeid en Vertrek (La Saison des adieux, Éd. Phébus)
- 1994 Prix CNA pour Hierdie Lewe (Cette vie, Éd. Phébus)
- 1995 Prix Hertzog Hierdie Lewe (Cette vie)
- 1997 Prix de la chaîne de télévision M-Net pour Verkenning
- 1997 Prix Stals de l'Académie sud-africaine des sciences et des arts
- 1998 Prix Recht-Malan (non-fiction) pour Dogter van Sion
- 1999 Prix du Président de la République d'Afrique du Sud (Order pour for Excellent Service)
- 2000 Doctorat ès-lettres (honoris causa) de l'université du Cap
- 2002 Prix Recht-Malan (non-fiction) pour Armosyn van die Kaap
- 2003 Prix Recht-Malan pour son autobiographie littéraire "Die Laaste Afrikaanse Boek"
- 2004 Doctorat ès-lettres (honoris causa) de l'université de l'État-libre (Afrique du Sud)
- 2006 Prix Amphi (France) pour La Saison des Adieux (traduction française de Afskeid en Vertrek)[12] (Éd. Phébus)
- 2006 Prix pour l'ensemble de son oeuvre (South African Literature Awards)
- 2009 Prix du Meilleur Livre Étranger (France) pour Cette Vie (traduction française de Hierdie Lewe, Éd. Phébus)
- 2014 Sélectionné pour le Prix Alan-Paton pour Portrait of a Slave Society
- 2014 Sélectionné pour le Prix kykNET-Rapport (non-fiction) pour Here en Boere: Die Kolonie aan die Kaap onder die Van der Stels, 1679–1712
- 2018 Prix Transfuge du Meilleur roman africain (France) pour L'Heure de l'ange (Éd. Phébus)

## Adaptations

### Cinéma
Retour au pays bien-aimé a fait en 2002 l'objet d'une adaptation cinématographique assez libre, tournée en anglais et intitulée Promised Land, œuvre du metteur en scène sud-africain Jason Xenopoulos primée au Festival de Tokyo.

### Livre-audio
Cette vie a fait en 2011 l'objet d'une adaptation sonore (audio-livre). Ce roman, Prix du meilleur livre étranger en 2009, a été enregistré sur disque son par les éditions « La magnétothèque » à Montréal.

### Théâtre
En 2018, l'adaptation au théâtre par Saartjie Botha du roman de Karel Schoeman Cette vie, mise en scène par Wolf Britz et présentée au KKNK (Festival national des arts du Petit-Karoo, à Oudtshoorn), a remporté le Prix de la meilleure mise en scène et celui du meilleur décor; le Prix de la meilleure actrice a été décerné à Antoinette Kellermann.

## Sources
- Schoeman, Karel Die laaste Afrikaanse boek - Outobiografiese aantekeninge, Human & Rousseau, Le Cap, 2002
- Burger, Willie et Van Vuuren, Elize (directeurs de publication) Sluiswagter by die dam van stemme - Beskouings oor die werk van Karel Schoeman, Protea Boekhuis, Pretoria, 2002
- Ria Winters, 'n Vreemdeling in die land: 'n kortverhaal uit 1965 van Karel Schoeman in die Ierse taal, https://www.litnet.co.za/n-vreemdeling-in-die-land-n-kortverhaal-uit-1965-van-karel-schoeman-in-die-ierse-taal/ in LitNet, 1er mai 2019
- Site officiel des Éditions Phébus